# David O. Selznick
David O. Selznick, nom de naixement de David Selznick (Pittsburgh, Pennsylvania, 10 de maig de 1902 - Hollywood, Califòrnia, 22 de juny de 1965) va ser un productor de cinema estatunidenc. Les seves obres més conegudes són Allò que el vent s'endugué (1939) i Rebecca (1940 les dues premiades amb Oscars. També va guanyar el Premi Irving G. Thalberg als Oscars de 1939, el màxim honor d'Hollywood per a un productor.

## Biografia

### Primers anys
David O. Selznick va néixer a Pittsburgh, Pennsylvania, fill de Florence Anna (née Sachs) i Lewis J. Selznick, un productor i distribuïdor de pel·lícules mudes d'origen jueu. El seu pare va néixer a l'Imperi Rus el 1870.
David tenia tres germans, inclòs Myron, també productor de cinema i més tard agent de talents. David Selznick va afegir la "O" per distingir-se d'un oncle amb el mateix nom, i perquè pensava que tenia estil. La "O" no significa res, i mai es va canviar el nom legalment per incorporar-la.
Va estudiar a la Universitat de Colúmbia i va treballar com a aprenent a la companyia del seu pare fins que aquesta va fer fallida l'any 1923. L'any 1926, Selznick es trasllada a Hollywood i, gràcies a les relacions del seu pare, aconsegueix una feina com ajudant a la MGM. Abandona la MGM per la Paramount Pictures l'any 1928 i treballa allà fins al 1931. Mentre estava Paramount es va casar amb Irene Gladys Mayer, filla del magnat de la MGM Louis B. Mayer.

### RKO
David Sarnoff, cap de RKO, va contractar Selznick com a cap de producció l'octubre de 1931. A més d'implementar mesures rigoroses de control de costos, Selznick va defensar el sistema de producció d'unitats, que va donar als productors de pel·lícules individuals una independència molt més gran que la que tenien sota el sistema de productor central vigent. «Sota el sistema de producció de fàbrica, li robes al director el seu individualisme», va dir Selznick, «i sent aquesta una indústria creativa, això és perjudicial per a la qualitat del producte elaborat.» La creació d'unitats de producció, va predir, també comportaria un estalvi de costos del 30 al 40 per cent.
Per fer pel·lícules amb el nou sistema, Selznick va reclutar personal de premis darrere de la càmera, com ara el director George Cukor i la productora/directora Merian C. Cooper, i va donar al productor Pandro S. Berman, de vint-i-sis anys, projectes cada cop més importants. Selznick va descobrir i va contractar una jove actriu que ràpidament va ser considerada com una de les grans estrelles de l'estudi, Katharine Hepburn. John Barrymore també va ser reclutat per a unes quantes actuacions memorables.
Selznick va passar només quinze mesos com a cap de producció de RKO, renunciant a una disputa amb el nou president corporatiu Merlin Aylesworth sobre el control creatiu. Un dels seus últims actes a RKO va ser aprovar una prova de pantalla per a un home de Broadway calb i de trenta-tres anys anomenat Fred Astaire. En una nota, Selznick va escriure: «Sento, malgrat les seves enormes orelles i la seva mala línia de la barbeta, que el seu encant és... tremend».
El mandat de Selznick a la RKO és considerat àmpliament com a magistral: el 1931, abans que arribés, l'estudi havia produït quaranta-dos llargmetratges per 16 milions de dòlars en pressupostos totals. El 1932, sota el mandat de Selznick, es van fer quaranta-un films per 10,2 milions de dòlars, amb una clara millora en la qualitat i la popularitat. Va recolzar diversos èxits importants, com ara  A Bill of Divorcement (1932), amb Cukor dirigint el debut d'Hepburn, i la monumental King Kong (1933)—en gran part una creació de Merian Cooper, portada a la vida pels sorprenents efectes especials de Willis H. O'Brien.

### Retorn a MGM
L'any 1933, torna a la MGM, on el seu sogre, Louis B. Mayer, era el director general. Mayer va establir una segona unitat de producció de prestigi per a Selznick, paral·lela a la d'Irving Thalberg. Els seus films d'èxit inclouen El sopar és a les vuit, David Copperfield, Anna Karènina) i A Tale of Two Cities.
El contracte de Greta Garbo amb MGM suposadament preveia que només Selznick o Thalberg podien produir les seves pel·lícules per a l'estudi. Quan Selznick va anunciar més tard la seva marxa de la MGM, Garbo li va demanar que es quedés, oferint-li el dret exclusiu de produir les seves pel·lícules. Selznick va rebutjar l'oferta.

### Selznick International Pictures
Selznick desitjava esdevenir productor independent i establir el seu propi estudi de cinema. L'any 1936, arriba al seu objectiu formant la Selznick Internacional Pictures i distribuint els seus films per la United Artists. El seu èxit segueix amb clàssics com The Garden of Allah, El Presoner de Zenda, A Star is Born, Nothing Sacred, El llaç sagrat, Intermezzo i, ben segur, la seva obra mestra Allò que el vent s'endugué. L'any 1940, produeix Rebecca, el primer film de Hollywood del director Alfred Hitchcock, que el va fer obtenir el seu segon Oscar a la millor pel·lícula.
Després de Rebecca, Selznick va tancar la Selznick Internacional Pictures i va fer algunes vacances.

### Darrers anys
Les seves activitats financeres inclouen el préstec de diverses esteles de talent a altres estudios, com Alfred Hitchcock, Ingrid Bergman, Vivien Leigh i Joan Fontaine. L'any 1944, torna a la producció amb el gran èxit de Since You Went Away que va escriure ell mateix. Van seguir també el gran clàssic, Spellbound i El Retrat de Jenny. L'any 1949, coprodueix l'obra de Carol Reed amb la participació d'Orson Welles: El tercer home.
Després Allò que el vent s'endugué, Selznick ha passat la resta de la seva carrera intentant igualar l'èxit del film amb altres projectes. Un dels més celebres és sense cap dubte Duel in the Sun. Amb el seu molt important pressupost, el film destaca pel seu repartiment compost d'estrelles i per haver aixecat tota mena d'indignació moral enfront del script audaç de Selznick. Descobreix que aquest film és un dels primers que el realitzador Martin Scorsese ha vist a la seva vida, i que va inspirar el seu futur ofici.
Selznick va passar la majoria dels anys 1950 a consolidar la carrera de la seva segona dona Jennifer Jones. El seu últim film, la súper-producció Adéu a les armes, que posa en escena Jennifer Jones i Rock Hudson, va ser mal acollida pel públic. Per contra, l'any 1954, s'aventura en la producció de televisió, amb Light's Diamond Jubilee, que va entrar a la història de la televisió sent difós simultàniament per totes les cadenes americanes.
Selznick va morir el 22 de juny de 1965 després de diverses crisis cardíaques. És enterrat al Forest Lawn Memorial Park Cemetery a Glendale a Califòrnia.
A més de la seva filmografia prestigiosa, David O. Selznick tenia un instint entusiasta per fitxar de nous talents i és recordat per haver presentat al públic americà Fred Astaire, Katharine Hepburn, Ingrid Bergman, Vivien Leigh, Louis Jourdan i Alfred Hitchcock. No va deixar de tenir influència sobre Hollywood fins al final de la seva vida.

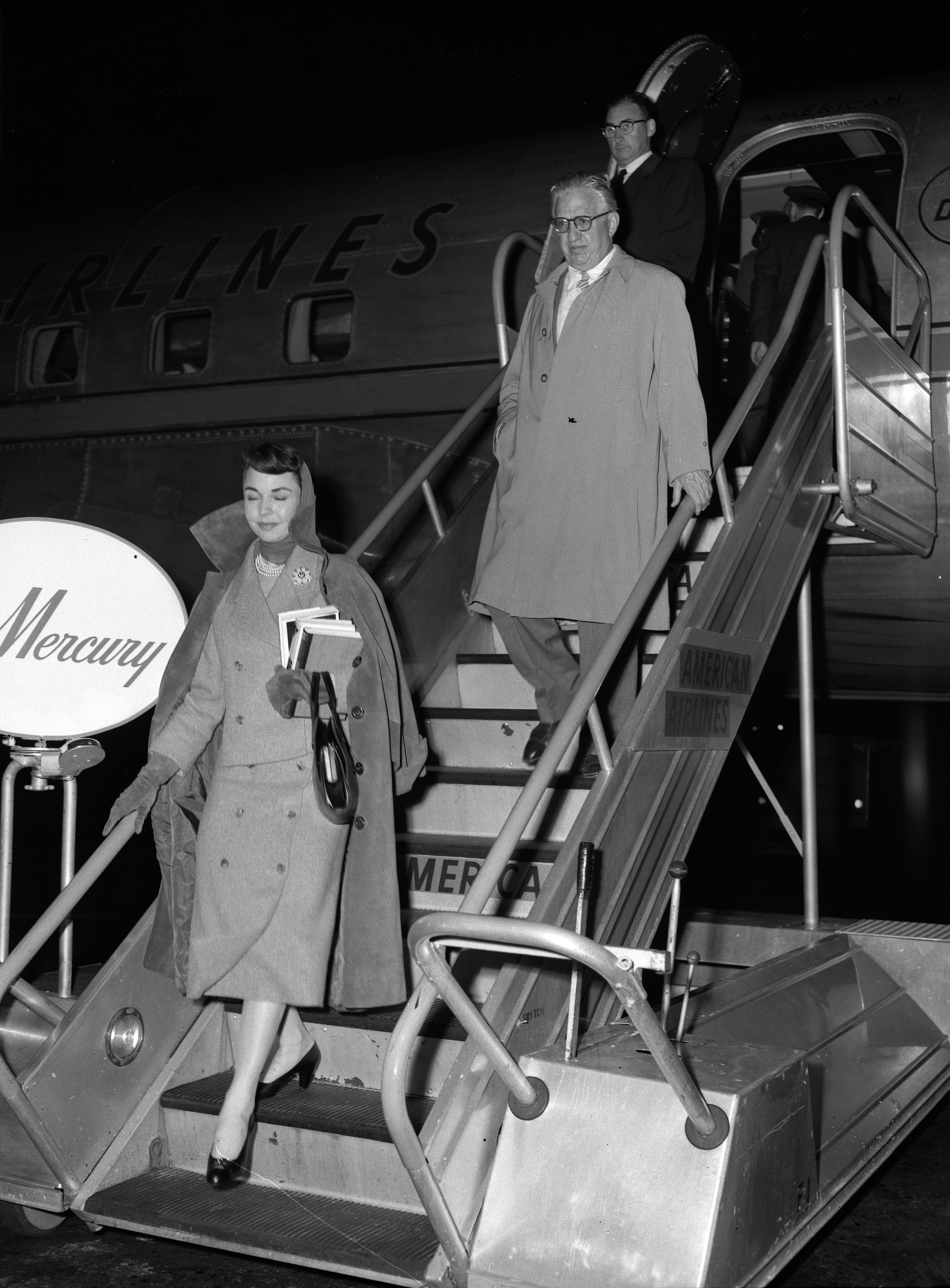
Jennifer Jones i David O. Selznick l'any 1957

Al seu llibre Cinema memory es pot descobrir com va portar la producció del film Allò que el vent s'endugué així com les lliçons de cinema que dona a Alfred Hitchcock en la producció de Rebecca), comença la introducció així:« I have no middle name. I briefly used my mother's maiden name, Sachs. I had any uncle, whom I greatly disliked, who was also named David Selznick, so in order to avoid the growing confusió between the two of us, I decided to take ha middle inicial and went through the alfabet to find one that seemed to me to give the best punctuation, and decided es "O". »(No tinc segon nom. He utilitzat breument el nom de jove de la meva mare, Sachs. Hi havia un oncle, que no estimava, que es deia també David Selznick i, per evitar les confusions entre els dos, he volgut adoptar una inicial suplementària: he recorregut l'alfabet per determinar quina carta convenia el millor i m'he decidit per l' "O").

### Vida personal
Selznick es va casar amb Irene Gladys Mayer, la filla de l'amo de la MGM, Louis B. Mayer l'any 1930. Es van divorciar l'any 1948. Van tenir dos fils, Daniel Selznick i Jeffrey Selznick.
Va estar casat igualment amb l'actriu Jennifer Jones l'any 1949. Van tenir una filla, Mary Jennifer Selznick, que es va suïcidar l'any 1976.
El seu germà, Myron Selznick, va ser un dels agents més poderosos de Hollywood. Va morir l'any 1944.
Per al seva contribució a l'art cinematogràfic, David O. Selznick té la seva estrella al Passeig de la Fama de Hollywood al 7 000 Hollywood Blvd., enfront de l'històric Hotel Roosevelt.

## Encarnacions al cinema i la televisió
Jonathan Shields, el personatge principal de la pel·lícula de 1952 Captius del mal, es va basar lliurement en Selznick, fins al punt que Selznick va contemplar demandar als creadors de la pel·lícula per difamació.
Tony Curtis interpreta Selznick al telefilm Scarlett O'Hara War de 1980.
Ron Berglas apareix com a Selznick al telefilm RKO 281 (1999). Toby Leonard Moore interpreta Selznick a la pel·lícula del 2020 Mank. Ambdues pel·lícules són dramatitzacions dels esdeveniments que envolten la realització de Ciutadà Kane.
Selznick apareix com un personatge a la segona temporada de la sèrie d'antologia Feud: Capote vs. The Swans. Està interpretat per l'actor Scott Zimmerman.

## Oscars i nominacions
| Any  | Premi                                                         | Resultat  | Film                       |
| ---- | ------------------------------------------------------------- | --------- | -------------------------- |
| 1934 | Oscar a la millor pel·lícula (Academy Award for Best Picture) | Nominat   | Viva Villa!                |
| 1935 | Oscar a la millor pel·lícula (Academy Award for Best Picture) | Nominat   | David Copperfield (1935)   |
| 1936 | Oscar a la millor pel·lícula (Academy Award for Best Picture) | Nominat   | A Tale of Two Cities       |
| 1937 | Oscar a la millor pel·lícula (Academy Award for Best Picture) | Nominat   | A Star Is Born (1937)      |
| 1939 | Oscar a la millor pel·lícula (Academy Award for Best Picture) | Guanyador | Allò que el vent s'endugué |
| 1938 | Premi Irving G. Thalberg                                      | Nominat   |                            |
| 1939 | Premi Irving G. Thalberg                                      | Guanyador |                            |
| 1940 | Oscar a la millor pel·lícula (Academy Award for Best Picture) | Guanyador | Rebecca                    |
| 1944 | Oscar a la millor pel·lícula (Academy Award for Best Picture) | Nominat   | Since You Went Away        |
| 1945 | Oscar a la millor pel·lícula (Academy Award for Best Picture) | Nominat   | Spellbound                 |